# Жан-Пьер Польнарефф
Жан-Пьер Польнарефф (яп. ジャン＝ピエール・ポルナレフ Дзян Пиэ:ру Порунарэфу, фр. Jean Pierre Polnareff) — персонаж из вселенной JoJo’s Bizarre Adventure, является одним из главных героев в Stardust Crusaders и одним из действующих персонажей в Golden Wind. Также персонаж появлялся в семи разных играх.

## Описание
Польнарефф - человек довольно высокого роста, спортивного и мускулистого телосложения.
У него светлые волосы, поднимающиеся над его головой, размером 8 см. Он носит серьги в форме зубчатых пополам (разбитых) сердец.
В детстве у Польнареффа были большие уши и зубы.

### Stardust Crusaders
Польнарефф носит топ без плеч, за исключением одного ремешка, идущего по его груди через левое плечо. Он потерял все пальцы левой ноги после битвы с Ваниллой Айс.

### Golden Wind
В 2001, находясь в Италии, Польнарефф носит такой же топ, как и в Stardust Crusaders.
Потеряв правый глаз и ноги, Польнарефф теперь использует инвалидную коляску с протезами, бёдра, обвязанные бинтами и стилизованную повязку на глазу. Он также полностью заменяет своё правое предплечье протезом, соединенным с его рукой. В манге, его утерянное предплечье на одну панель заменено шипом, соответствуя внешности своего стенда. В остальном, у него нормальная рука с двумя протезными пальцами. В аниме, его пальцы целы.

## Биография

### До Stardust Crusaders
Польнарефф родился во французской деревне со своим стендом, хотя он понял что он у него есть лишь через какое то время. Его мать умерла, когда он был еще маленьким, оставив его очень одиноким мальчиком. Положение ухудшилось, когда за три года до событий 3 части его сестра попала в засаду, изнасилована и убита Дж. Гейлом, что вызвало у Польнареффа желание отомстить. Впоследствии Польнарефф постоянно тренирует свой стенд, чтобы отомстить за свою сестру и убить Дж. Гейла. Силы его Стенда привлекли Дио, который заманил его Стендом Джонатана Джостара и контролировал его разум путем паразита.

### Stardust Crusaders
Под влиянием Дио Польнарефф напал на отряд Джостара в Гонконге. Он столкнулся с Абдулом и потерпел поражение после короткой битвы. После того как Польнарефф признал свое поражение, Джотаро почувствовал клетки Дио во его лбу и удалил имплантат. После этого Польнарефф присоединился к группе Джостара в их стремлении уничтожить ДИО, хотя его основной целью было найти убийцу своей сестры.

### Golden Wind
До событий Золотого Ветра Джотаро и Польнарефф узнали о Стрелах и начали их расследование. В конце концов Польнарефф самостоятельно отправился в Италию, пока его расследования не привлекли внимание Дьяволо.
Польнарефф попытался убить Дьяволо, но ему это не удалось. Он был сброшен со скалы и потерял один глаз и ноги ниже голени. После того как Дьяволо узнал, что Польнарефф выжил, он стал считаться для него самой большой угрозой. Спустя какое то время, засев в местном доме на ферме, Польнарефф уронил Стрелу за тумбочку. Когда он использует Silver Chariot, чтобы попытаться вернуть его, он узнает о силе, превосходящей Стенды, когда Стенд проткнул палец Стрелой: все в большом радиусе вокруг него начало погружаться в сон. Прежде чем он смог потерять контроль над стендом, Польнарефф забирает у Silver Chariot Стрелу, тем самым возвращая ему изначальную форму.

## Способности

### Silver Chariot
Silver Chariot — крайне сильный стенд ближнего радиуса действия, который в первую очередь сражается рапирой. Он очень быстр и точен, однако броня, защищающая стенд, замедляет его. Однако при необходимости он может снять броню повысив при этом скорость стенда.
Это невероятно проворный стенд, способный атаковать врагов с помощью взмахов и ударов рапиры, прежде чем противник сможет отреагировать. Он также может использовать эту ловкость вместе со своей рапирой для защиты и отражения атак, направленных на него или его пользователя. Silver Chariot обычно не отходит от Польнареффа, но все же имеет возможность отойти на несколько метров от него, чтобы атаковать. Также у Silver Chariot есть интересная способность-он может сбросить свою броню, что придаёт ему невероятную скорость и ловкость. У Silver Chariot есть явная слабость: он не может видеть то, что не видит его пользователь, и делает его слабым, если Польнарефф каким-либо образом находится в слепой зоне. Это было заметно в битве с Дьяволо.

### Silver Chariot Requiem
Chariot Requiem - автономный стенд, который следует последнему желанию своего умершего пользователя - защитить Стрелу любой ценой. Несмотря на то, что его предыдущая форма была в значительной степени ориентирована на бой, Chariot Requiem не демонстрирует никаких боевых способностей. Однако его можно считать одним из самых опасных стендов, когда-либо появлявшихся в серии JoJo’s Bizarre Adventure, благодаря его контролю над душами.

## Влияние
- Польнарефф стал самым большим источником вдохновения для дизайна персонажа Бенимару Никайдо из King of Fighters. Разработчики SNK до сих пор называют Бенимару Польнареффом[2].
- Редакция CBR причислила Жан-Пьера Польнареффа к самому любимому второстепенному персонажу фанатов JoJo[3].
- По версии сайта theotaku2anime.wordpress.com, занимает 5 место в списке лучших персонажей вселенной Jojo[4].